# Campionato mondiale femminile under 18 di pallavolo 2007
Il X campionato mondiale pre-juniores di pallavolo femminile si è svolto dal 31 luglio all'11 agosto 2007 a Tijuana e Mexicali, in Messico. Alla competizione hanno partecipato 16 squadre nazionali pre-juniores e la vittoria finale è andata per la terza volta alla Cina.

## Squadre partecipanti
| - Belgio - Brasile - Cina - Corea del Sud - Germania - Giappone - Italia - Messico | - Perù - Porto Rico - Rep. Dominicana - Russia - Serbia - Stati Uniti - Tunisia - Turchia |

## Gironi
| Girone A                            | Girone B                             | Girone C                           | Girone D                         |
| ----------------------------------- | ------------------------------------ | ---------------------------------- | -------------------------------- |
| Serbia Belgio Corea del Sud Messico | Brasile Giappone Germania Porto Rico | Rep. Dominicana Russia Italia Perù | Cina Turchia Stati Uniti Tunisia |

## Seconda fase
Le prime due classificate della fase precedente accedono ai gironi E e F, dove nuovamente le prime due classificate accederanno alle semifinali per il 1º posto; le ultime due classificate della fase precedente accedono ai gironi G e H, dove nuovamente le prime classificate accederanno alle semifinali per il 9º posto.

## Fase finale

### Finali 1º e 3º posto
|  | Semifinali | Semifinali | Semifinali |         |      | Finale 1º/2º posto | Finale 1º/2º posto | Finale 1º/2º posto |  |
|  |            |            |            |         |      |                    |                    |                    |  |
|  | Cina       | Cina       | 3          |         |      |                    |                    |                    |  |
|  | Cina       | Cina       | 3          |         |      |                    |                    |                    |  |
|  | Serbia     | Serbia     | 0          |         |      |                    |                    |                    |  |
|  | Serbia     | Serbia     | 0          |         | Cina | Cina               | 3                  |                    |  |
|  |            |            |            |         | Cina | Cina               | 3                  |                    |  |
|  |            |            | Turchia    | Turchia | 1    |                    |                    |                    |  |
|  | Turchia    | Turchia    | Turchia    | Turchia | 1    | 3                  |                    |                    |  |
|  | Turchia    | Turchia    |            |         |      | 3                  |                    |                    |  |
|  | Russia     | Russia     | 1          |         |      | Finale 3º/4º posto | Finale 3º/4º posto | Finale 3º/4º posto |  |
|  | Russia     | Russia     | 1          |         |      |                    |                    |                    |  |
|  |            |            |            |         |      |                    |                    |                    |  |
|  |            |            |            |         |      | Russia             | Russia             | 3                  |  |
|  |            |            |            |         |      | Russia             | Russia             | 3                  |  |
|  |            |            |            |         |      | Serbia             | Serbia             | 1                  |  |

### Finali 5º e 7º posto
|  | Semifinali      | Semifinali      | Semifinali |        |         | Finale 5º/6º posto | Finale 5º/6º posto | Finale 5º/6º posto |  |
|  |                 |                 |            |        |         |                    |                    |                    |  |
|  | Brasile         | Brasile         | 3          |        |         |                    |                    |                    |  |
|  | Brasile         | Brasile         | 3          |        |         |                    |                    |                    |  |
|  | Giappone        | Giappone        | 1          |        |         |                    |                    |                    |  |
|  | Giappone        | Giappone        | 1          |        | Brasile | Brasile            | 3                  |                    |  |
|  |                 |                 |            |        | Brasile | Brasile            | 3                  |                    |  |
|  |                 |                 | Belgio     | Belgio | 2       |                    |                    |                    |  |
|  | Belgio          | Belgio          | Belgio     | Belgio | 2       | 3                  |                    |                    |  |
|  | Belgio          | Belgio          |            |        |         | 3                  |                    |                    |  |
|  | Rep. Dominicana | Rep. Dominicana | 1          |        |         | Finale 7º/8º posto | Finale 7º/8º posto | Finale 7º/8º posto |  |
|  | Rep. Dominicana | Rep. Dominicana | 1          |        |         |                    |                    |                    |  |
|  |                 |                 |            |        |         |                    |                    |                    |  |
|  |                 |                 |            |        |         | Giappone           | Giappone           | 3                  |  |
|  |                 |                 |            |        |         | Giappone           | Giappone           | 3                  |  |
|  |                 |                 |            |        |         | Rep. Dominicana    | Rep. Dominicana    | 2                  |  |

### Finali 9º e 11º posto
|  | Semifinali    | Semifinali    | Semifinali  |             |               | Finale 9º/10º posto  | Finale 9º/10º posto  | Finale 9º/10º posto  |  |
|  |               |               |             |             |               |                      |                      |                      |  |
|  | Corea del Sud | Corea del Sud | 3           |             |               |                      |                      |                      |  |
|  | Corea del Sud | Corea del Sud | 3           |             |               |                      |                      |                      |  |
|  | Germania      | Germania      | 0           |             |               |                      |                      |                      |  |
|  | Germania      | Germania      | 0           |             | Corea del Sud | Corea del Sud        | 3                    |                      |  |
|  |               |               |             |             | Corea del Sud | Corea del Sud        | 3                    |                      |  |
|  |               |               | Stati Uniti | Stati Uniti | 0             |                      |                      |                      |  |
|  | Stati Uniti   | Stati Uniti   | Stati Uniti | Stati Uniti | 0             | 3                    |                      |                      |  |
|  | Stati Uniti   | Stati Uniti   |             |             |               | 3                    |                      |                      |  |
|  | Italia        | Italia        | 0           |             |               | Finale 11º/12º posto | Finale 11º/12º posto | Finale 11º/12º posto |  |
|  | Italia        | Italia        | 0           |             |               |                      |                      |                      |  |
|  |               |               |             |             |               |                      |                      |                      |  |
|  |               |               |             |             |               | Germania             | Germania             | 3                    |  |
|  |               |               |             |             |               | Germania             | Germania             | 3                    |  |
|  |               |               |             |             |               | Italia               | Italia               | 1                    |  |

### Finali 13º e 15º posto
|  | Semifinali | Semifinali | Semifinali |      |         | Finale 13º/14º posto | Finale 13º/14º posto | Finale 13º/14º posto |  |
|  |            |            |            |      |         |                      |                      |                      |  |
|  | Perù       | Perù       | 3          |      |         |                      |                      |                      |  |
|  | Perù       | Perù       | 3          |      |         |                      |                      |                      |  |
|  | Porto Rico | Porto Rico | 0          |      |         |                      |                      |                      |  |
|  | Porto Rico | Porto Rico | 0          |      | Messico | Messico              | 3                    |                      |  |
|  |            |            |            |      | Messico | Messico              | 3                    |                      |  |
|  |            |            | Perù       | Perù | 0       |                      |                      |                      |  |
|  | Messico    | Messico    | Perù       | Perù | 0       | 3                    |                      |                      |  |
|  | Messico    | Messico    |            |      |         | 3                    |                      |                      |  |
|  | Tunisia    | Tunisia    | 0          |      |         | Finale 15º/16º posto | Finale 15º/16º posto | Finale 15º/16º posto |  |
|  | Tunisia    | Tunisia    | 0          |      |         |                      |                      |                      |  |
|  |            |            |            |      |         |                      |                      |                      |  |
|  |            |            |            |      |         | Porto Rico           | Porto Rico           | 3                    |  |
|  |            |            |            |      |         | Porto Rico           | Porto Rico           | 3                    |  |
|  |            |            |            |      |         | Tunisia              | Tunisia              | 0                    |  |

## Classifica finale
| Classifica | Squadre         |
| ---------- | --------------- |
|            | Cina            |
|            | Turchia         |
|            | Russia          |
| 4          | Serbia          |
| 5          | Brasile         |
| 6          | Belgio          |
| 7          | Giappone        |
| 8          | Rep. Dominicana |
| 9          | Corea del Sud   |
| 10         | Stati Uniti     |
| 11         | Germania        |
| 12         | Italia          |
| 13         | Messico         |
| 14         | Perù            |
| 15         | Porto Rico      |
| 16         | Tunisia         |